# Grote klauwiertiran
De grote klauwiertiran (Agriornis lividus) is een zangvogel uit de familie Tyrannidae (tirannen).

## Verspreiding en leefgebied
Deze soort komt voor in Chili en Argentinië en telt twee ondersoorten:
- A. l. lividus: zuidelijk-centraal Chili.
- A. l. fortis: zuidelijk Chili en zuidelijk Argentinië.

## Status
De grootte van de populatie is niet gekwantificeerd maar de soort wordt omschreven als schaars. Op de Rode lijst van de IUCN heeft deze soort de status niet bedreigd.